# Atrichopogon winnertzi
Atrichopogon winnertzi är en tvåvingeart som beskrevs av Maurice Emile Marie Goetghebuer 1922. Atrichopogon winnertzi ingår i släktet Atrichopogon och familjen svidknott. Inga underarter finns listade i Catalogue of Life.